# Manakara
Manakara (en Sora-be : مـَنـَكـَرـَ) est une ville située sur la côte sud-est de l'île de Madagascar, capitale de la région Fitovinany dans la province de Fianarantsoa et chef-lieu du district homonyme. Manakara est une ancienne ville coloniale dotée d'un petit port. La température moyenne est de 27 °C, le thermomètre pouvant varier entre 10 et 32 °C[réf. nécessaire].

## Géographie
La ville se situe sur la côte Est de l'île, plus précisément dans la moitié sud-est du pays. Elle est près de l'embouchure de la rivière Manakara d'où elle tire son nom et jadis dotée d'un port important. La commune urbaine de Manakara s'étend sur 31,756 km², dont la moitié est urbanisée. 

## Histoire
La ville est lourdement touchée par le cyclone Batsirai en février 2022.

## Démographie
Manakara compte environ 40 000 habitants[réf. nécessaire] dont la majorité est issue de l’ethnie Antemoro.

## Économie
Manakara est le siège de papetières artisanales. Le papier Antemoro y est fabriqué à partir de l'écorce d'une espèce de moracés, le havoha.

## Transports

### Chemin de fer

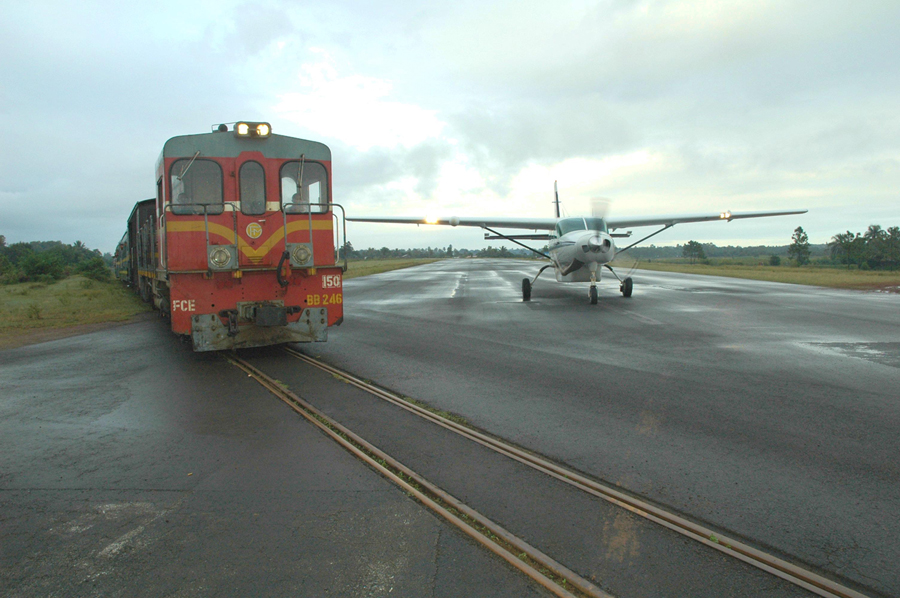
La ligne de chemin de fer au croisement de la piste.

Manakara est le terminus du chemin de fer FCE (Fianarantsoa-Côte Est : 158 km environ) qui la relie à la ville de Fianarantsoa en 12 heures minimum. À proximité du centre-ville de Manakara, cette ligne de chemin de fer traverse la piste d'aviation de la ville, désormais désaffectée hormis pour quelques avions privés.

## Jumelage
La ville est jumelée à Parthenay (France) depuis 1967.